# 山下喜兵衛

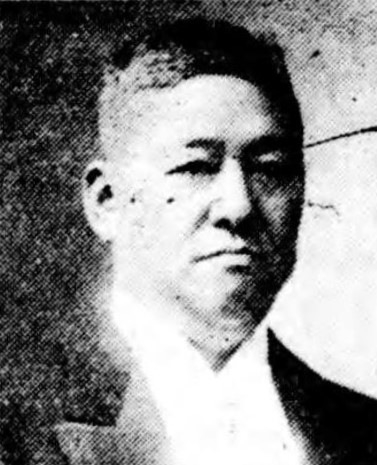
山下喜兵衛

山下 喜兵衛（やました きへえ、1867年3月1日（慶応3年1月25日） - 1936年（昭和11年）5月12日）は、明治から昭和時代前期の政治家、実業家。貴族院多額納税者議員。

## 経歴
鹿児島県鹿児島市出身。山下甚兵衛の長男として生まれ、1893年（明治26年）11月、家督を相続する。家業の呉服商「山下呉服店」を継ぐ。1898年（明治31年）鹿児島市会議員に当選。ついで鹿児島県会議員、鹿児島市商業会議所議員、鹿児島郵船取締役、鹿児島実業新聞社、鹿児島電気、鹿児島貯蓄銀行各監査役などを歴任した。
鹿児島県多額納税者に列し、1915年（大正4年）時点で直接納税額が3200円に上った。1911年（明治44年）には多額納税者として貴族院議員に互選され、同年9月29日から1914年（大正3年）6月6日まで在任した。